# Gold (East 17)
Gold är en sång av East 17, utgiven som singel i november 1992. Låten finns med på debutalbumet Walthamstow. "Gold" nådde första plats på Israel Top-30 och andra plats på Sverigetopplistan. 

## Låtlista
Singel (7")
1. "Gold" (7-inch Collar Size mix) – 4:22
2. "Gold" (The Soho Demo)

Maxisingel (12")
1. "Gold" (The Dark Bark mix) – 6:42
2. "Gold" (The Techno Bonio mix)
3. "Gold" (Paws on the Floor mix) – 7:02
4. "Gold" (The Rabid mix) – 4:46

CD-singel
1. "Gold" (7-inch Collar Size mix) – 4:22
2. "Gold" (The Dark Bark mix) – 6:42
3. "Gold" (Paws on the Floor mix) – 7:02
4. "Gold" (The Rabid mix) – 4:46